# Kristian Sarkies
Kristian Sarkies (né le 25 octobre 1986 à Melbourne, Australie) est un footballeur australien qui joue en milieu de terrain pour Melbourne Heart dans la A-League. Sarkies a grandi dans le village de Dingley, une banlieue du sud-est de Melbourne.

## Carrière internationale
Sarkies a été appelé par Guus Hiddink pour faire partie de la pré-sélection de l'Australie à la Coupe du monde 2006. Il a fait ses débuts avec l'Australie dans les dernières minutes d'une victoire 3-1 contre le Liechtenstein le 8 juin 2006. Il est alors maintenu en Allemagne avec les Socceroos après avoir reçu une invitation personnelle de Guus Hiddink avec l'équipe jusqu'au dernier match de poule contre le Japon. Sarkies a représenté son pays à tous les niveaux de jeunes et a participé aux qualifications aux Jeux olympiques à Pékin 2008. Le premier match de cette campagne était contre Taipei au stade de Hindmarsh le 7 février 2007. L'Australie a gagné le match 11-0, et Sarkies a marqué 4 buts.